# جان تیلور (دونده)
جان تیلور (انگلیسی: John Taylor; ۳ نوامبر ۱۸۸۳ – ۲ دسامبر ۱۹۰۸) دونده اهل ایالات متحده آمریکا بود.